# Clemensia leopardina
Clemensia leopardina är en fjärilsart som beskrevs av William Schaus 1911. Clemensia leopardina ingår i släktet Clemensia och familjen björnspinnare. Inga underarter finns listade i Catalogue of Life.